# 火炭站
火炭站（英語：Fo Tan Station）是一個位於香港新界沙田區火炭坳背灣街，屬於港鐵東鐵綫的鐵路車站，車站於九廣鐵路－英段電氣化後才加設，於1985年2月15日啟用。
由於火炭站與馬場站兩站大致平行，因此列車若停靠火炭站就無法停靠馬場站。
- 車站外觀（2024年6月）

## 車站結構

### 樓層
| C | 大堂 | A、C出口、客務中心、商店、自助服務、洗手間 |  |  |
| P | 月台 | \| \| \| 東鐵綫往羅湖及落馬洲（大學） \| \| \| \| \| 1 2 \| 島式 · ↑開右邊车门 ↓開左邊车门 \| \| \| \| \| \| 東鐵綫備用軌道 \| \| \| \| \| 3 4 \| 島式 · ↑開左邊车门 ↓開右邊车门 \| \| \| \| \| \| 東鐵綫往金鐘（沙田） \| \| \| |  |  |
| G | 地面 | B、D出口 |  |  |
|   |      | 東鐵綫往羅湖及落馬洲（大學） |  |  |
|   | 1 2  | 島式 · ↑開右邊车门 ↓開左邊车门 |  |  |
|   |      | 東鐵綫備用軌道 |  |  |
|   | 3 4  | 島式 · ↑開左邊车门 ↓開右邊车门 |  |  |
|   |      | 東鐵綫往金鐘（沙田） |  |  |

### 大堂
火炭站大堂設於車站月台之上，而原先大堂則分為連接A、B出口的大堂（南）與連接C、D出口的大堂（北）兩部分，後來兩個大堂的付費區於2015年12月以增建通道貫通，但往返大堂兩個非付費區的市民仍須經車站外的樂景街。
另外，大堂內亦設有數間商店及自助服務設施。
- 大堂，近A、B出口（2024年6月）
- 大堂，近C、D出口（2024年6月）
- 大堂中央設有車站洗手間（2023年7月）

### 月台
車站共設有四個月台，並採用兩座島式月台排列，其中2、3號月台共用同一條軌道。受到火炭站車站空間狭窄有限，寬度狹窄的月台島只能夠容納一條扶手電梯，另外目前四個月台均已裝設月台閘門。
- 1、2號月台（2024年10月）
- 3、4號月台（2024年10月）

### 出入口
|                                                 |              | |      |
| 編號                                            | 指示         | 建議前往的目的地 | 圖片 |
| 出口 · A · 盲道标志 · 同层                      | 火炭鐵路大樓 | 火炭鐵路大樓、浸信會呂明才小學、富豪花園、火炭站公共運輸交匯處、沙田第一城、中華電力、企業中心、單車場、匯達大廈、胡素貞博士紀念學校、永得利中心、翠湖花園、偉達中心、香港專業教育學院（沙田）、香港賽馬會職員宿舍、香港黃族宗親會黃鳴謙紀念學校、路德會梁鉅鏐小學、利豐中心、新都廣場、銀成商場、安景街公園、五旬節林漢光中學、碧濤花園、濱景花園、沙田運動場、小瀝源路遊樂場、聖公會林裘謀中學、聖公會曾肇添中學、晴碧花園、基督教香港信義會禾輋信義學校、天主教聖華學校、東華三院邱金元中學、禾輋邨、愉田苑、源禾遊樂場、沙田賽艇中心、香港體育學院 |      |
| 出口 · B · 盲道标志 · 升降机标志                | 火炭路       | 穗輝工廠大廈、明愛樂群學校、彩禾苑、駿洋邨、火炭路、火炭村、豐和邨、華翠園、賽馬會體藝中學、沙田蘇浙公學、保良局蕭漢森小學、豐景花園、碧霞花園、沙田學院、沙田小學、山尾街、沙田商業中心、沙田培英中學、穗禾苑、宇宙工業中心、沙田渣甸山花園 |      |
| 出口 · C · 同层                                 | 御龍山       | 御龍山、榕翠園、入境事務處、銀禧閣、銀禧花園、銀禧薈、落路下村、彭福公園、駿景廣場、駿景園、沙田馬場、華順廣場 |      |
| 出口 · D · 扶手电梯标志                         | 坳背灣街     | 坳背灣街、雅士閣、怡翠花園、富騰工業中心、火炭工業區、杏苑山莊、艷霞花園、港鐵何東樓車廠、拔子窩村、樂怡小築、沙田山莊、培基小學、晉名峰、沙田屈臣氏中心、禾寮坑村、旭禾苑、星凱·堤岸 |      |
| 註： 設有 \| 設有 \| 設於同一層 \| 設有扶手電梯 |              | |      |

### 車站藝術
|  | 《名......何等重要？》 | 周江漢韻 | 車站大堂 | 2016年2月 |
|  | 《名......何等重要？》 | 周江漢韻 | 車站大堂 | 2016年2月 |

## 歷史

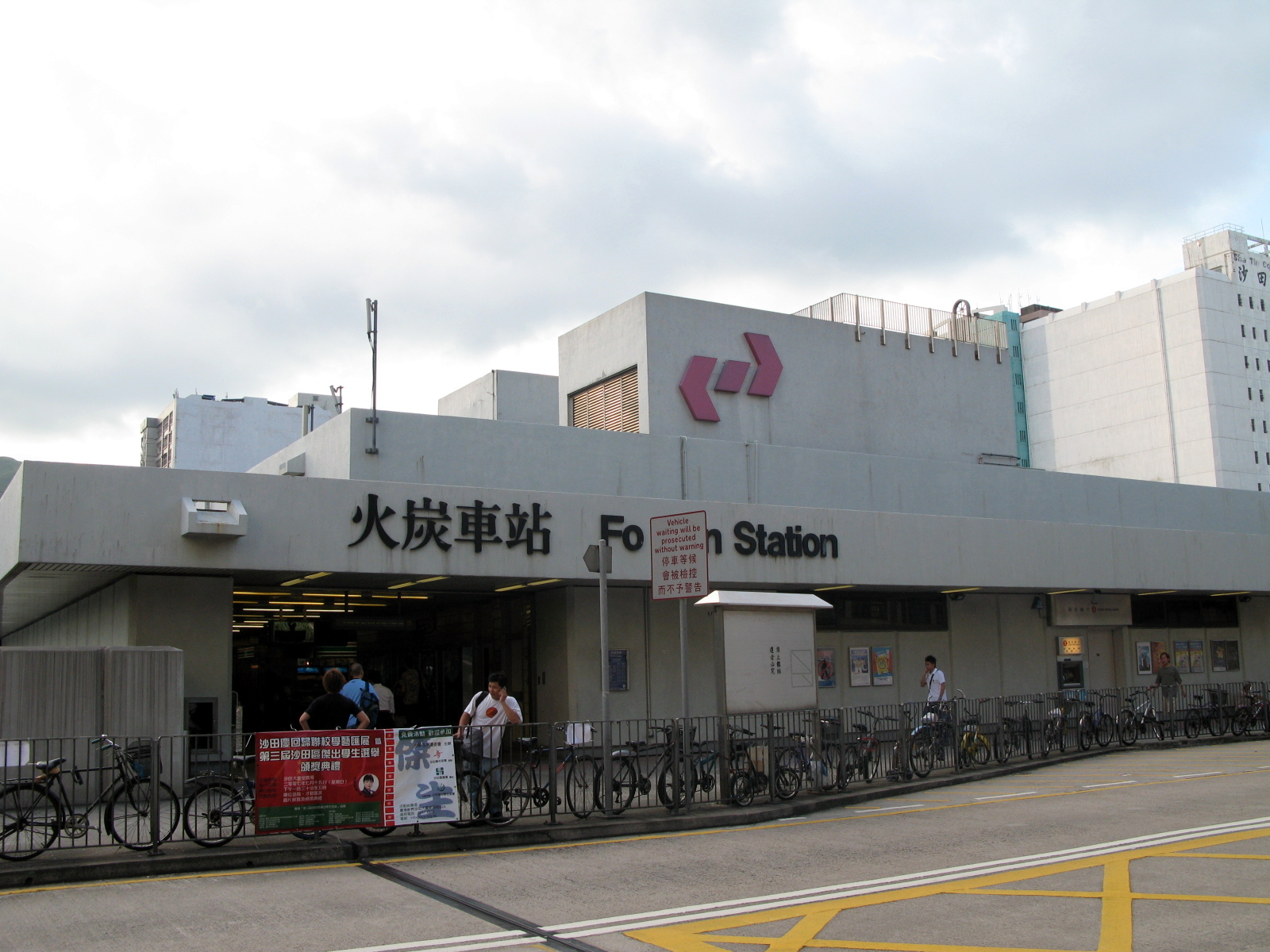
A出口旧貌（2007年8月）

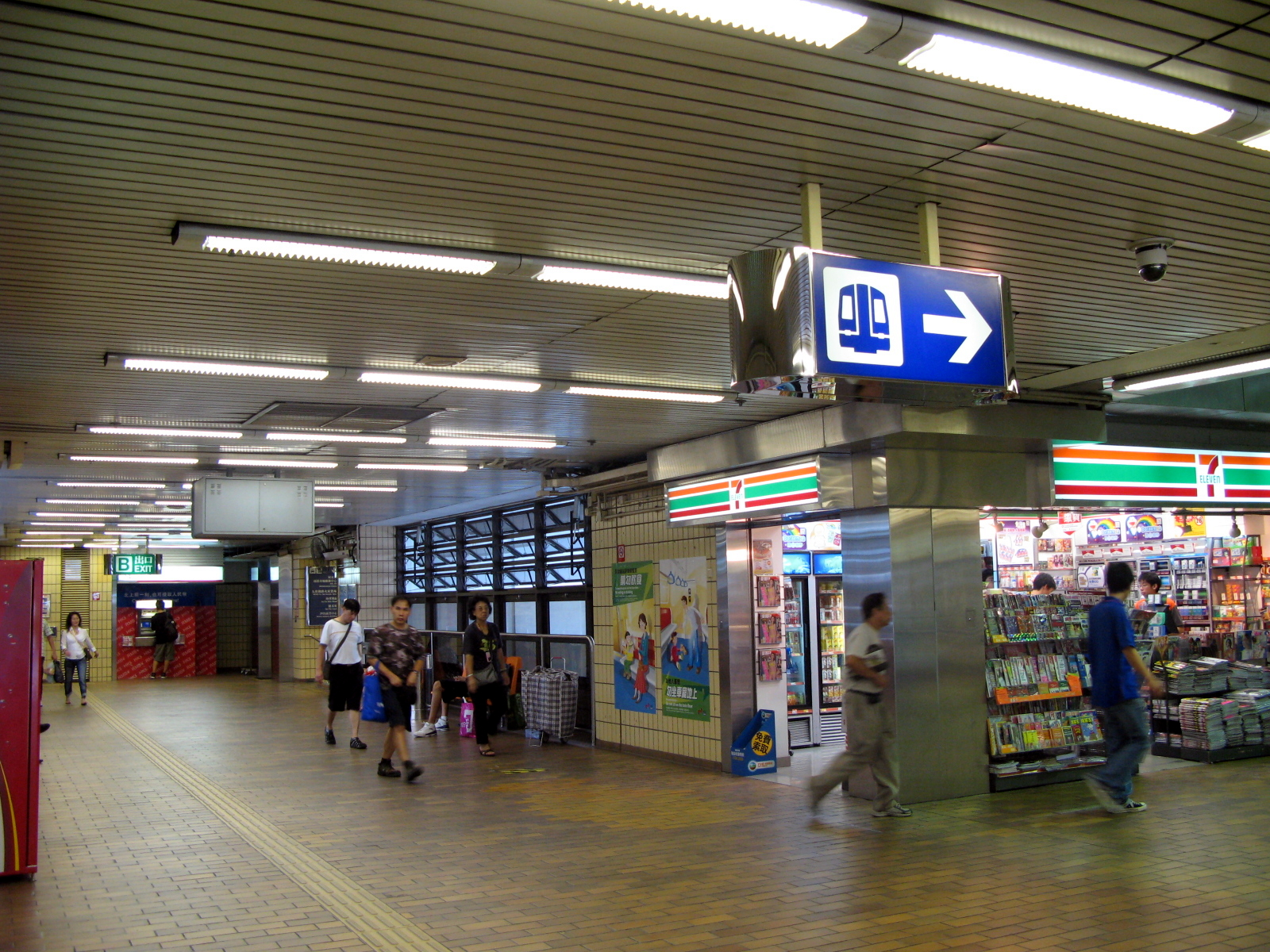
兩鐵合併前的南面大堂（2007年8月）

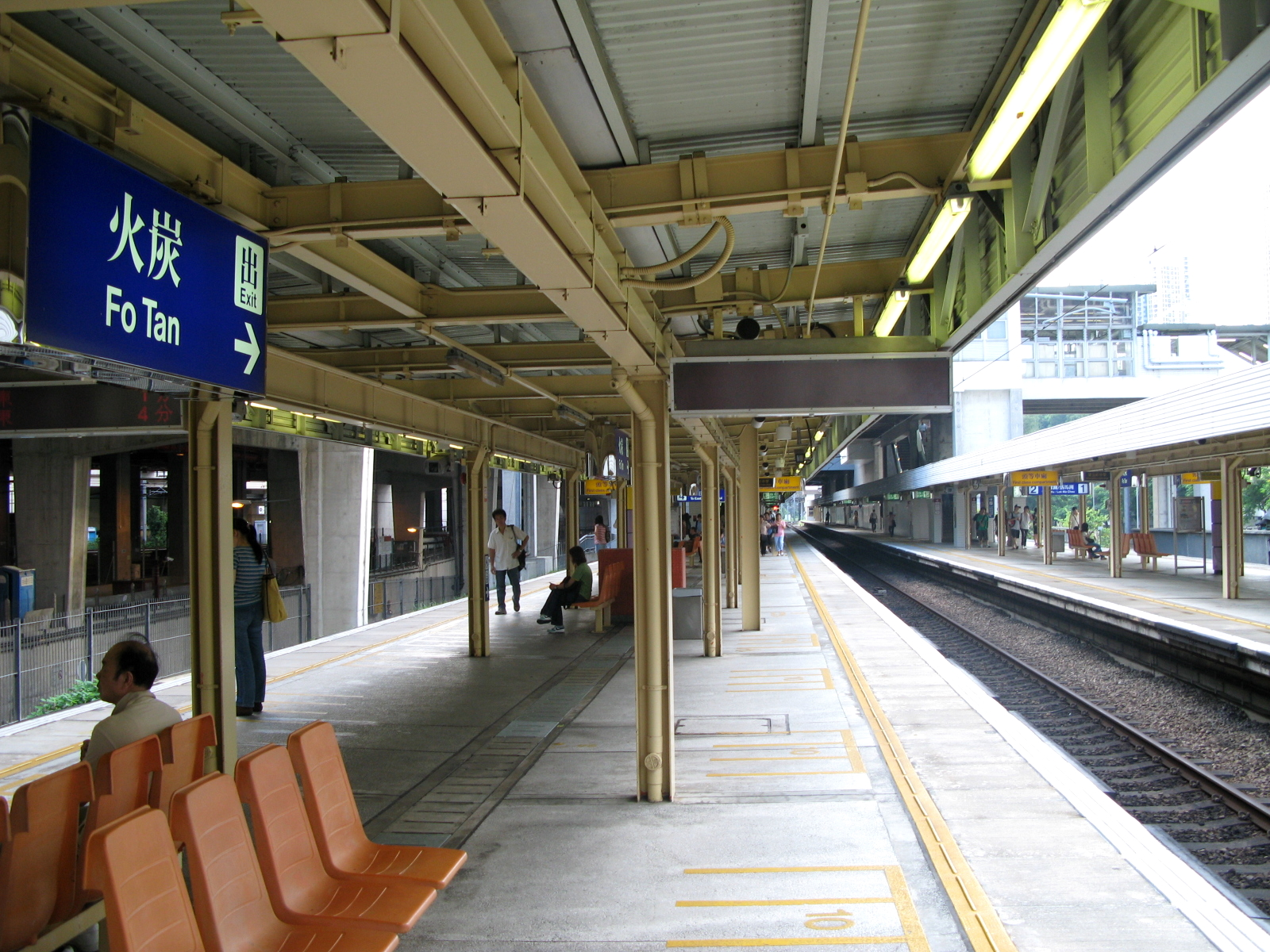
兩鐵合併前的月台（2007年8月）

### 建設及啟用
火炭站的由來可追溯至1967年《香港集體運輸研究》中提及的禾寮坑站，該站計劃為香港地鐵沙田綫的終點站及與九廣鐵路（英段）的轉乘站。但沙田線計劃最終擱置。後來，因應火炭工業區的發展，九廣鐵路改為在禾寮坑以南之火炭建設車站，於1985年2月15日九廣鐵路－英段電氣化之後才啟用。

### 增建大堂

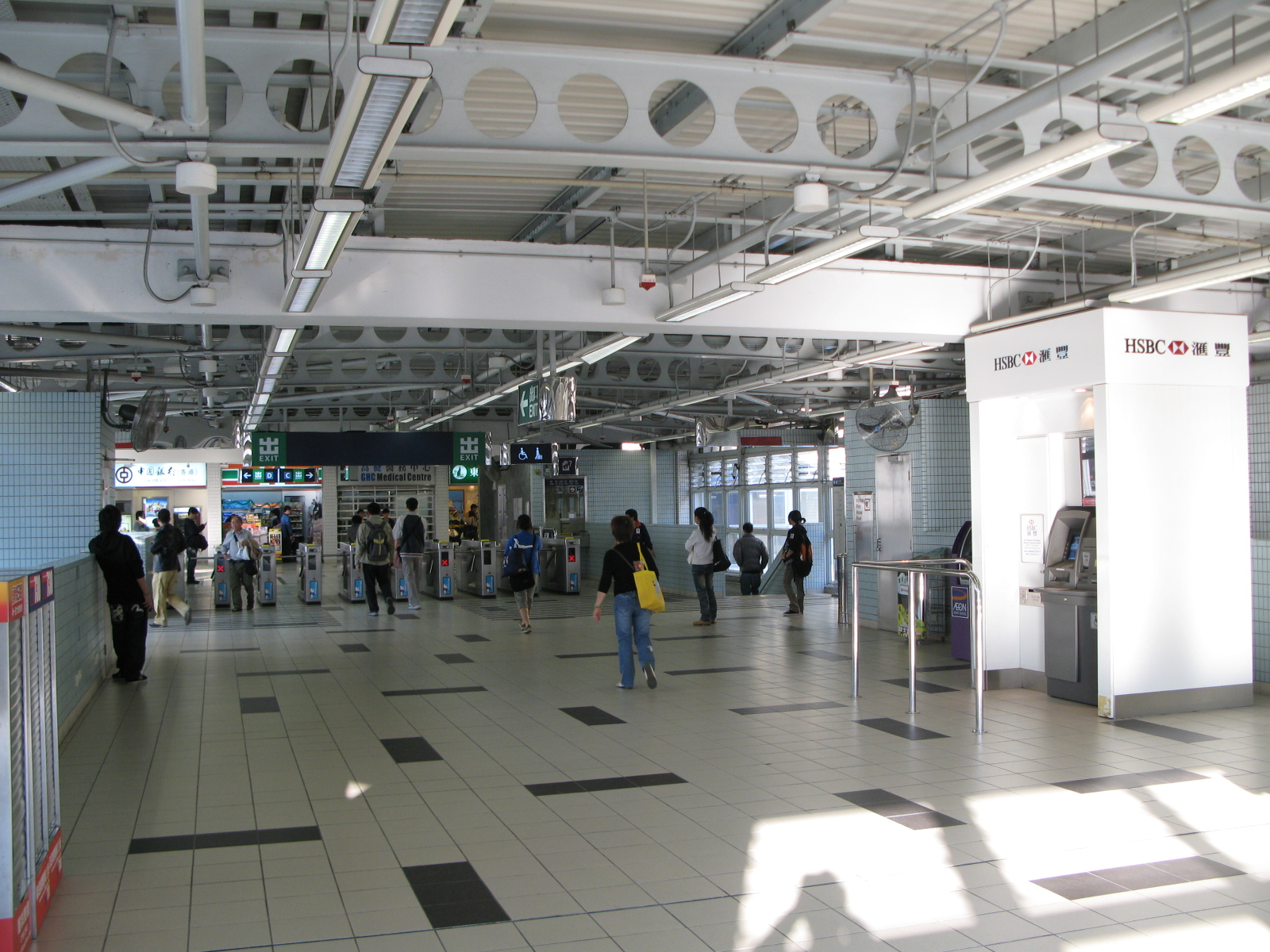
翻新前的北面大堂（2008年12月）

車站在啟用初期只設有南面大堂及A、B出口，後來為方便乘客往返駿景園、銀禧花園及沙田馬場及坳背灣街一帶，九鐵於1990年代耗資約9,000萬港元增建北面大堂及C、D出口。新大堂面積約為1,000平方米，並設有售票處（客務中心）、4條扶手電梯及4間商店等。而九鐵於2000年1月為車站北面大堂舉行啟用典禮，並由時任沙田政務專員黃美蓮、沙田區議會主席韋國洪、東鐵副總監李殷泰及東鐵工程總經理區柏年主持剪綵及揭幕儀式。經擴建後，九鐵估計火炭站每日可處理大約9.6萬人次的乘客。

### 車站翻新工程

#### 第一次月台翻新工程
兩鐵合併後，港鐵為東鐵綫各月台進行低廉的翻新工程，以美化殘舊的月台。工程包括重新為各車站配上主題色，並加入代表花卉，為月台柱樑翻上月台配色的油漆，貼上印有車站主題花的圖案、車站周圍景物、站名書法字的牆紙，加設及更新直立站牌、路線圖、指示牌、告示等。而火炭站的配色為 橙色，主題花為木棉，街景為火炭工業區中心。

#### 車站大堂翻新工程
港鐵於2013年7月起斥資約1.1億元翻新車站，當中包括將原有的兩個獨立大堂加建通道貫通，讓兩個原本分開的大堂付費區合而為一，工程於2015年12月完成。而大堂上方設置一個大型天窗，以引入自然光及減低耗電。為配合工程，火炭站需輪流封閉一條路軌，以便加建臨時工作台，每日三班由火炭站開出的特別班次會改由沙田站開出。
- 貫通兩個大堂的通道（2024年10月）
- 貫通通道內設有商店與天窗（2024年10月）

#### 第二次月台翻新工程
2022年3月至5月期間，東鐵綫旺角東站至上水站沿途各站因應過海段通車而進行月台牆身翻新工程。而火炭站於2022年4月下旬已更換牆紙及換上由區傑棠書寫的新一代站名書法字。

## 外部連結
- 港鐵公司－火炭站街道圖 （页面存档备份，存于）
- 港鐵公司－火炭站位置圖 （页面存档备份，存于）
- 港鐵公司－火炭站列車服務時間 （页面存档备份，存于）
- 香港鐵路大典上的相关条目：火炭站